# ミュンヘン・フィルハーモニー管弦楽団
ミュンヘン・フィルハーモニー管弦楽団（ドイツ語: Münchner Philharmoniker）は、ドイツ・ミュンヘンに本拠を置くオーケストラ。略称はMPhil。本拠地は、ミュンヘン市内の複合文化施設ガスタイク内にあるフィルハーモニー・ガスタイク。

## 概要
ミュンヘン・フィルハーモニー管弦楽団は、1893年に創立されたカイム管弦楽団がその前身であり、1928年にミュンヘン市のオーケストラとなったことに伴い現在の名称に変更された。
戦前は、ブルックナーの弟子で、その交響曲の「改訂版」に名を残すフェルディナント・レーヴェや、その交響曲の「原典版」の演奏の普及に努めたジークムント・フォン・ハウゼッガーやオズヴァルト・カバスタらが首席指揮者を務めた。また1906年には、ヴィルヘルム・フルトヴェングラーがこの楽団を指揮して楽壇デビューを果たした。グスタフ・マーラーとも深い縁があり、マーラー自身の指揮で1901年に交響曲第4番を、また1910年には交響曲第8番を初演している。1911年にはブルーノ・ワルターの指揮のもとで、大地の歌の初演も行った。他の完成された交響曲はすべて別々の団体が初演しているので、これは特別に深い縁といってよい。

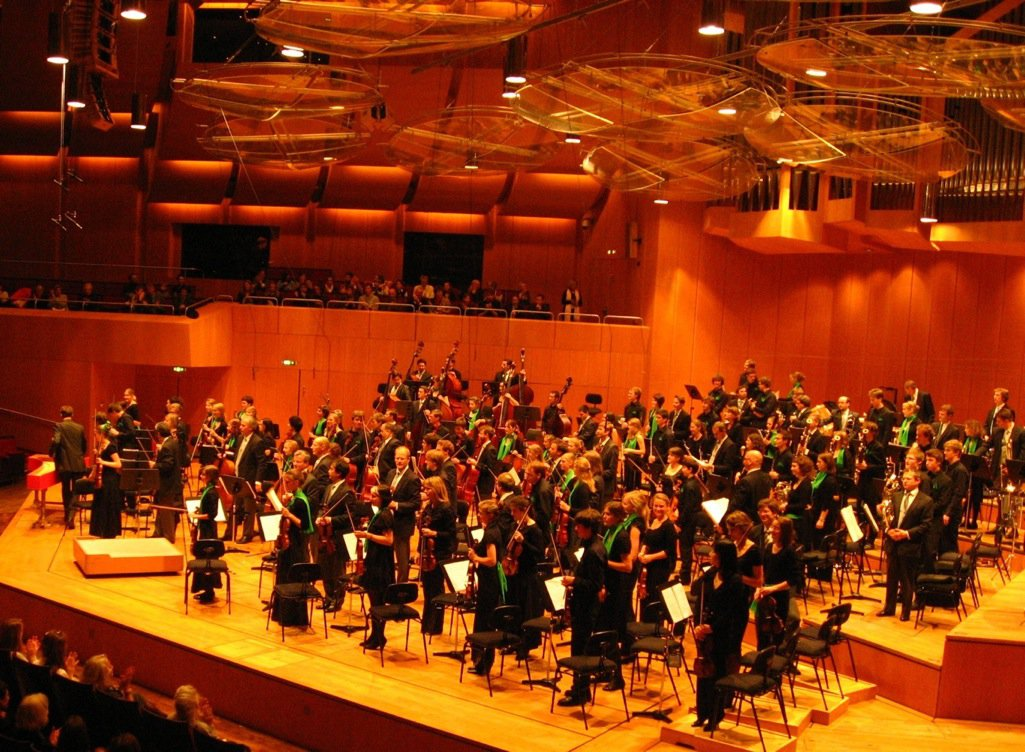
音楽家育成への取り組みの一環として2010年11月27日に開催された、ユースオーケストラのオデオン・ユース・シンフォニー・オーケストラ・ミュンヘン（グリーンのたすきを掛けた楽員）との合同コンサート。

戦後、1967年にはルドルフ・ケンペが首席指揮者に就任。堅実な指揮ぶりと長身で紳士的な振る舞いを見せ続けた彼の人気もあいまって、最初の全盛期と呼べる時期を迎えた。彼が1976年に死去した後、1979年にセルジュ・チェリビダッケが首席指揮者となり、楽団の名声をさらに高めた。ただ、録音嫌いのチェリビダッケの方針のため、当時はほとんどレコードを世に出さず、オイゲン・ヨッフムやラファエル・クーベリックのもと多くの演奏を録音してきたミュンヘンのもう一方の雄・バイエルン放送交響楽団とは対照的に、メディア受けとは一線を画した活動を貫き続けた。
1999年にはジェームズ・レヴァインが首席指揮者に迎えられたが、5年でその職を退き、後任の首席指揮者にはクリスティアン・ティーレマンが指名された。彼の就任記念コンサート(2004年10月)では、楽団伝統のブルックナーから交響曲第5番が演奏された。次世代を担うドイツ人指揮者と目されているティーレマンがミュンヘン・フィル首席指揮者に就任した際には、ドイツ語圏内クラシック音楽界は大きな期待をかけていたが、2011年にミュンヘンを去った。
2012年からはロリン・マゼールが首席指揮者に就任し、2015年以降の首席指揮者が決定するまでの任期とされていたが、後任がヴァレリー・ゲルギエフに決まったと2013年1月に発表された。マゼールは2014年に健康上の理由で退任し、同年7月に没した。
2022年2月に勃発したロシアによるウクライナ侵攻に伴い、ロシア出身でプーチンとの親交があったゲルギエフを首席指揮者から解任した。「ロシアの支配者への肯定的評価を修正すると期待したが、そうはならなかった」ことを理由とする。
このオーケストラは、同じくミュンヘンに本拠を置く、マリス・ヤンソンス率いるバイエルン放送交響楽団とハイレベルな競合関係にあり、そのことはミュンヘン市民の大きな誇りとなっている。初演曲や歴代首席指揮者の得意曲、さらには地元が生んだ作曲家ということもあり、マーラーやブルックナー、リヒャルト・ワーグナー、そしてリヒャルト・シュトラウスを得意としている。
中でもブルックナーは、交響曲第9番原典版の初演者ジークムント・フォン・ハウゼッガーをはじめ歴代首席指揮者それぞれが得意とし、数々の録音を残している。2017年から2019年にかけてゲルギエフと共に楽団初となる交響曲全集を制作した。この全集では全9曲がブルックナーにとって最もゆかりの深い場所であり、墓所でもある聖フローリアン修道院で録音されている。

## 歴代首席指揮者等

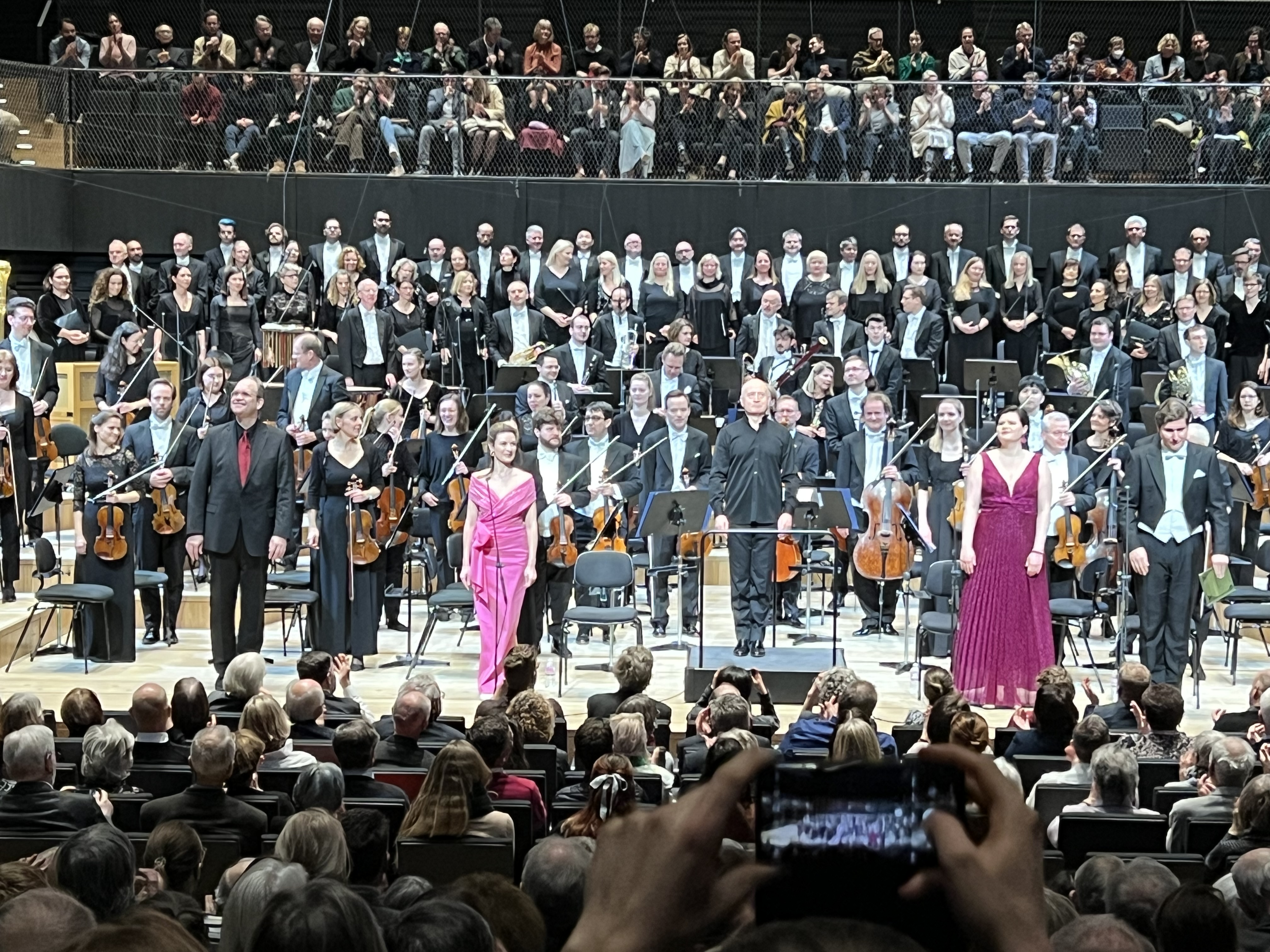
2023年3月11日、客演指揮者パーヴォ・ヤルヴィとの演奏会

- 1893–1895 ハンス・ヴィンデルシュテイン
- 1895–1897 ヘルマン・ツンペ
- 1897–1898 フェルディナント・レーヴェ
- 1898–1905 フェリックス・ワインガルトナー
- 1905–1908 イェオリ・シュネーヴォイクト
- 1908–1914 フェルディナント・レーヴェ
- 1919–1920 ハンス・プフィッツナー
- 1920–1938 ジークムント・フォン・ハウゼッガー
- 1938–1944 オズヴァルト・カバスタ
- 1945–1948 ハンス・ロスバウト
- 1949–1966 フリッツ・リーガー
- 1967–1976 ルドルフ・ケンペ
- 1979–1996 セルジュ・チェリビダッケ
- 1999–2004 ジェームズ・レヴァイン
- 2004–2011 クリスティアン・ティーレマン
- 2012-2014 ロリン・マゼール
- 2015-2022 ヴァレリー・ゲルギエフ
- 2026-     ラハフ・シャニ（2023年任命、2026年就任予定）[5]